# Madeleine De Roo
Pour les articles homonymes, voir De Roo.
 (mai 2024).
La mise en forme du texte ne suit pas les recommandations de Wikipédia : il faut le « wikifier ».
Les points d'amélioration suivants sont les cas les plus fréquents :
- Les titres sont pré-formatés par le logiciel. Ils ne sont ni en capitales, ni en gras.
- Le texte ne doit pas être écrit en capitales (les noms de famille non plus), ni en gras, ni en italique, ni en « petit »…
- Le gras n'est utilisé que pour surligner le titre de l'article dans l'introduction, une seule fois.
- L'italique est rarement utilisé : mots en langue étrangère, titres d'œuvres, noms de bateaux, etc.
- Les citations ne sont pas en italique mais en corps de texte normal. Elles sont entourées par des guillemets français : « et ».
- Les listes à puces sont à éviter, des paragraphes rédigés étant largement préférés. Les tableaux sont à réserver à la présentation de données structurées (résultats, etc.).
- Les appels de note de bas de page (petits chiffres en exposant, introduits par l'outil «  Source ») sont à placer entre la fin de phrase et le point final[comme ça].
- Les liens internes (vers d'autres articles de Wikipédia) sont à choisir avec parcimonie. Créez des liens vers des articles approfondissant le sujet. Les termes génériques sans rapport avec le sujet sont à éviter, ainsi que les répétitions de liens vers un même terme.
- Les liens externes sont à placer uniquement dans une section « Liens externes », à la fin de l'article. Ces liens sont à choisir avec parcimonie suivant les règles définies. Si un lien sert de source à l'article, son insertion dans le texte est à faire par les notes de bas de page.
- La présentation des références doit suivre les conventions bibliographiques. Il est recommandé d'utiliser les modèles {{Ouvrage}}, {{Chapitre}}, {{Article}}, {{Lien web}} et/ou {{Bibliographie}}. Le mode d'édition visuel peut mettre en forme automatiquement les références.
- Insérer une infobox (cadre d'informations à droite) n'est pas obligatoire pour parachever la mise en page.

Pour une aide détaillée, merci de consulter Aide:Wikification.
Si vous pensez que ces points ont été résolus, vous pouvez retirer ce bandeau et améliorer la mise en forme d'un autre article.
Madeleine De Roo, née le 8 juillet 1888 à Dottignies, morte le 3 mai 1969 à Ypres, est une militante féministe belge en Auxiliaire de l'Apostolat.
Madeleine De Roo

## Biographie

### Enfance
Madeleine De Roo est née le 8 juillet 1888 à Dottignies en Belgique. Enfant du mariage d’Henri De Roo, médecin vétérinaire de formation et inspecteur général au ministère de l’Agriculture, et de Marie-Florence Libberecht, membre d’associations pieuses de la paroisse. Ensemble, ils ont eu quatre enfants : Madeleine (1888-1969), Herbert (1889-1917), Margariet (1891-1964), Isabelle (1893-1905) et Gabriel (1899-1986).
Elle poursuit ses études secondaires au pensionnat Saint-Charles à Dottignies avant de déménager à Laeken, en 1893, pour le travail de son père. De 1916 à 1918, elle parfait son enseignement en tant qu’élève libre aux facultés Saint-Louis Bruxelles.

### Fin de vie
Jusqu’en 1957 et après avoir pris sa retraite, Madeleine de Roo loge à « Notre Foyer » tout en continuant à faire partie du Secrétariat général des œuvres féminines chrétiennes et de l’École sociale catholique.
Elle décède en 1969 à Ypres en raison d’un problème de santé survenu quelques années auparavant.

## Engagement

### De 1910 à 1914
Tout commence pour Madeleine De Roo, en 1910, lors d’une visite de l’Exposition universelle de Bruxelles. En effet, lors de cette visite, elle est frappée par la réalité des conditions de travail et des salaires des travailleuses dans le secteur du travail à domicile. Raison pour laquelle, le mouvement social féminin est, dès lors, au centre de l’ensemble de ses activités. Pour ce faire, elle devient, tout d’abord, visiteuse à la Mutualité Sainte-Gudule, une organisation créée en 1911 par l’abbé Corvilain, aumônier des Œuvres sociales féminines bruxelloises, avec Marie Marchand, la nièce du Cardinal Mercier, chargée du secrétariat.
Comparé aux autres pays frontaliers, les femmes belges mettent du temps à former un mouvement social féminin. En effet, il faudra attendre la fin du XIXe siècle pour que le premier groupe composé de femmes affirme sa position féministe. C’est dans ce contexte là, quelques années plus tard que Joseph Cardijn et Madeleine De Roo fonde un cercle d’étude réunissant une vingtaine de filles issues de milieu aisé. Les réunions du cercle commencent en 1916. Le but que le cercle d’étude poursuit est celui de faire étudier, à ces jeunes filles, les problèmes sociaux mais également effectuer des recherches sur les conditions de travail des femmes à leur époque. C’est une méthode d’étude connu à l’époque sous le nom de « méthode jociste ».
La méthode jociste se résume en trois mots : voir-juger-agir. Le but de cette méthode est de mettre la jeunesse travailleuse au centre d’un mouvement plutôt que de se reposer sur des intellectuelles bourgeoises ou des syndicats d’adultes centrés sur leurs problèmes. L’objectif est de faire changer les choses. À partir de ce cercle d’étude naît une section du syndicat de l’aiguille.
Madeleine De Roo participe également aux côtés de Jacques Meert, Paul Garcet, Fernand Tonnet et Joseph Cardijn à la création de la « jeunesse ouvrière chrétienne » (JOC). En résumé, ce mouvement permet à tous les jeunes travailleurs de découvrir le sens de leur vie et ce tout en restant en accord avec leur « dignité personnelle et collective ». Les jeunes travailleurs y sont éduqués à agir en vue d’une amélioration des conditions de travail et de vie et il est également promu au dialogue interreligieux et on crée une « société interculturelle ou la solidarité et la justice prévalent ».

### Pendant la première guerre mondiale
Durant la Première Guerre mondiale, divers services vitaux ont été mis en place par le Secrétariat de Laeken tel qu’une soupe populaire, une croix rouge locale ou encore un service d’achats en commun.
Dans une lettre destinée à Madeleine De Roo, Joseph Cardijn lui fait part de sa volonté de lui confier l’intégralité de ses pouvoirs dans le cadre des œuvres sociales féminines s’il se fait arrêter. Fâcheusement, Joseph Cardijn a été emprisonné du 6 décembre 1916 au 15 juin 1916 et du 23 juin 1918 au 9 septembre 1918. Dès lors, lui accordant toute sa confiance, elle dirige le Secrétariat de Laeken.
Madelaine De Roo s’est engagée dans une association créée au début de la guerre, « Mot du Soldat », qui est considérée comme une armée constituée de bénévoles  permettant de conserver le contact entre les soldats belges et leurs familles mais également de publier, dans La Libre Belgique, des tracts et des journaux clandestins. Malgré son patriotisme à ce réseau clandestin et son incarcération à Bruxelles pour espionnage le 27 juin 1918, la médaille de la Résistance civile 1914-1918 lui a été offerte.
Victoire Cappe et Maria Baers mettent en place, au cours de l’occupation allemande, des réunions destinées aux dirigeants des secrétariats féminins auxquelles Madeleine De Roo participe.
En août 1918, Madeleine De Roo dirige, désormais, le Secrétariat des œuvres sociales féminines chrétiennes de l’arrondissement de Bruxelles.
En 1918 et 1919, Madeleine De Roo met en place différents cours et différentes leçons aux bénéfices de destinataires distincts étant donné qu’elle s’intéresse à la formation de plusieurs individus. D’une part, des cours d’apôtres au bénéfice des ouvrières d’élite sont aménagés par Victoire Cappe et Madeleine De Roo. L’objectif de ces derniers est de procéder à l’apprentissage de l’apostolat dans les usines et les ateliers. En effet, Madeleine De Roo était fort sensible à l’appel du relèvement de la classe ouvrière telle que définit par Joseph Cardijn. D’autre part, séduite par la formation des adultes, des séminaires sont organisés pour les dirigeantes et femmes d’œuvres à Bruxelles.
En 1919, dès la création du comité d’honneur à son initiative, des conférences s’enchainent.

### Dès 1922
Soucieuse de la formation sociale et professionnelle des jeunes adolescentes dont elle fait régulièrement allusion dans ses conférences et lors de congrès, Madeleine De Roo œuvre, dès 1922, au développement de cercles d’adolescentes à Bruxelles ainsi qu’à la création d’un journal qui leur est tout spécialement destiné appelé : "Joie et Travail". Magazine qui sera également lancé en langue néerlandaise sous le nom de "Lenteven" en 1923.
Madeleine De Roo milite par ce journal pour que les patrons forment correctement et intégralement les jeunes ouvrières adolescentes et leur apprennent à « développer leur intelligence et leur volonté, leur initiative et leur sens des responsabilités ».
En 1925, Madeleine De Roo participe à la création d’une association à but non lucratif dont elle sera, par la suite, nommée vice-présidente. Il s’agit de la “Ligue pour le relèvement de la moralité publique” fondée le 26 octobre 1925. Association qui, comme son nom l’indique, a pour but la lutte contre l’immoralité (elle dénonce notamment les affiches et publications licencieuses présentes sur la voie publique). Cette association lutte aussi contre le mélange des sexes dans les lieux de travail et dans les trains.
En 1926, Madeleine De Roo rejoint le conseil central de la ligue nationale des travailleurs chrétiens (LNTC) qui est un organe de coordination des organisations ouvrières chrétiennes  mais cela ne l’empêchera pas de continuer à donner des conférences, dans la même année à Liège, Anvers et même Bordeaux, toujours sur le sujet des travailleuses . Elle occupe également, pour la première fois, un poste d’enseignante à l’école sociale catholique où elle dispense des cours portant sur les œuvres scolaires et parascolaires à propos, notamment, des institutions d’éducation.
En 1927, la maladie contraint Madeleine De Roo à mettre ses activités en pause pendant plusieurs années. Longue convalescence qui prendra fin en 1930, année au cours de laquelle en plus de reprendre ses activités d’enseignante, elle reçoit une offre de chef des services administratifs du Secrétariat Général des Œuvres Sociales des Femmes Chrétiennes qu’elle accepte. Elle occupera ce poste pendant de nombreuses années.
Le 8 novembre 1934, elle reçoit une distinction de la part du Saint-Siège appelé la croix Pro Ecclesia Et Pontifice en l’honneur de son travail réalisé pour les femmes.

## Œuvres
- « Le Démocrate » publié sur Femmes
- « Organe de la Démocratie chrétienne en Belgique » publié sur La Femme belge et dans le journal La ligue des femmes
- « Bulletin des ligues pour le relèvement de la morale publique »